# دوروثيا غرينبوم
دوروثيا غرينبوم (بالإنجليزية: Dorothea Greenbaum)‏ هي نحّاتة أمريكية، ولدت في 17 يونيو 1893 في بروكلين في الولايات المتحدة، وتوفيت في 6 أبريل 1986.